# Giant Robot (album)
Albums de Buckethead
Bucketheadland
(1992) The Day of the Robot
(1996)
Giant Robot est le 2e album studio du guitariste avant-garde Buckethead (à ne pas confondre avec l'album de 1996 Giant Robot du groupe portant le même le nom et ayant aussi Buckethead comme membre). Cet album reprend le thème du parc d'amusement fictif de l'album Bucketheadland. Il contient certaines chansons d'un des groupes de Buckethead, Deli Creeps, de même que certains démos de Bucketheadland Blueprints. L'album fut publié dans un premier temps au Japon en 1994 puis en 2000 mondialement par CyberOctave.

## Liste des titres
Toutes les chansons sont écrites et composées par Buckethead, sauf lorsqu'indiqué.
| 1.    | Doomride                               |                                 | 0:57 |
| 2.    | Welcome to Bucketheadland              |                                 | 3:54 |
| 3.    | I Come in Peace                        |                                 | 6:03 |
| 4.    | Buckethead's Toy Store                 |                                 | 8:02 |
| 5.    | Want Some Slaw?                        |                                 | 4:30 |
| 6.    | Warweb                                 |                                 | 3:06 |
| 7.    | Aquabot                                |                                 | 5:57 |
| 8.    | Binge and Grab (Version instrumentale) |                                 | 5:17 |
| 9.    | Pure Imagination                       | Leslie Bricusse, Anthony Newley | 1:49 |
| 10.   | Buckethead's Chamber of Horrors        |                                 | 4:49 |
| 11.   | Onions Unleashed                       |                                 | 2:20 |
| 12.   | Chicken                                |                                 | 1:07 |
| 13.   | I Love My Parents                      |                                 | 4:13 |
| 14.   | Buckethead's TV Show                   |                                 | 3:18 |
| 15.   | Robot Transmission                     |                                 | 2:59 |
| 16.   | Pirate's Life for Me                   | George Bruns                    | 1:01 |
| 17.   | Post Office Buddy                      |                                 | 6:40 |
| 18.   | Star Wars                              | John Williams                   | 1:54 |
| 19.   | Last Train to Bucketheadland           |                                 | 5:47 |
| 73:31 |                                        |                                 |      |

## Note
Personnel musical :
- Buckethead – guitares (toutes pistes), basse (pistes 3, 5, 17 et 19)
- Bill Laswell – effets sonores (pistes 1, 5, 8, 15, 17 et 19), production
- Throatrake – Voix (pistes 4, 7, 10 et 19)
- Bill Moseley – voix (pistes 3 et 11)
- Iggy Pop – voix (pistes 4 et 17)
- Stella Schnabel – voix (pistes 6 et 14)
- Moma Collins – voix (piste 5)
- Julia Schnabel – voix (piste 14)
- Vito Schnabel – voix (piste 14)
- Kristen Gray – voix (piste 17)
- Bootsy Collins – basse (pistes 2, 4, 7 et 8), voix (piste 5)
- Jerome Brailey – batteries (pistes 2, 4, 7, 8, 14 et 15)
- Ted Parsons – batteries (piste 5, 10, 11 et 17)
- Pinchface – batteries (pistes 3 et 18)
- Karl Berger – instruments à corde (pistes 6, 13 et 14)
- Sly Dunbar – programmation des batteries (piste 19)

Personnel de production :
- Oz Fritz – conception, mixage
- Imad Mansour – aide-conception
- Howie Weinberg – mastering

Personnel additionnel :
- Stephen Walker – pochette d'album (livret)
- Jam Suzuki – porhcette d'album (comic)
- Mike Belongie – photographie